# Tricholomopsis rutilans
 (novembre 2013).
Si vous disposez d'ouvrages ou d'articles de référence ou si vous connaissez des sites web de qualité traitant du thème abordé ici, merci de compléter l'article en donnant les références utiles à sa vérifiabilité et en les liant à la section « Notes et références ».
Espèce
Tricholomopsis rutilans, le Tricholome rutilant (autrefois Tricholoma rutilans), est une espèce de champignons basidiomycètes de la famille des Tricholomataceae.

## Description
Tricholomopsis rutilans possède une chair de couleur jaune et un chapeau jaune soufre couvert d'écailles rouge prune, d'un diamètre de 5 à 12 cm,. Le pied est long de 5 à 11 cm,. Les estimations de taille diffèrent selon les sources. Le champignon ne possède ni anneau ni volve. Ses spores sont de couleur blanc crème, de forme ellipsoïdes et de taille de 3-5 µM pour 2.5-5 µM.

## Habitat
Le tricholome rutilant pousse de juillet à novembre, souvent en touffes, sur les souches de conifères ou à proximité.

## Comestibilité
D'anciens textes, affirment que, même si ce n'est pas conseillé, T. rutilans peut être consommé bouilli mais au goût de bois pourri. Parfois qualifié d'amer, ce champignon est considéré par certains comme sans intérêt gustatif.

## Espèces proches

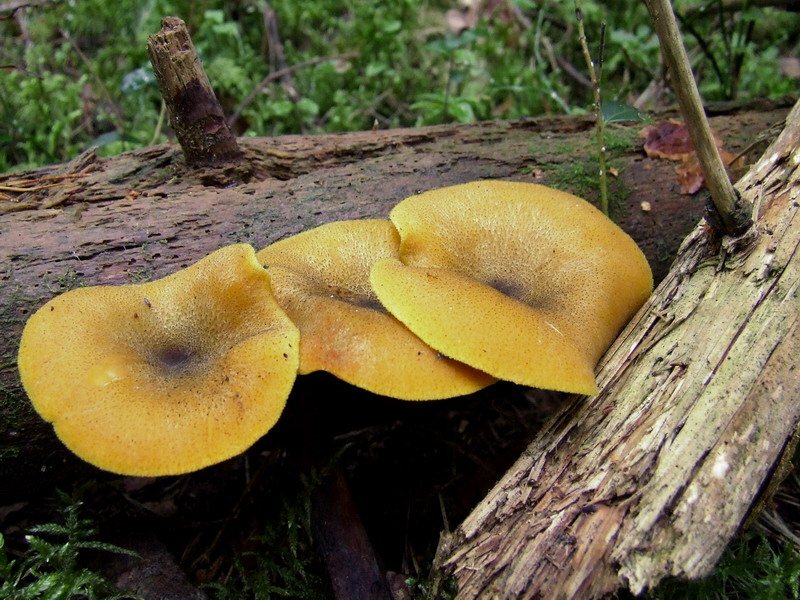
des Tricholomes rutilants en Lituannie.

Une espèce proche, Tricholomopsis decora, moins courante et plutôt présente à des altitudes plus élevées, existe dans les forêts de conifères, mais sa coloration dorée permet la différencier de T. rutilans.

## Sources partielles
- Champignons du Nord et du Midi, André Marchand, tome IX / IX, Hachette 1986,  (ISBN 2-903940-04-5)